# 新琴似車站
新琴似站（日语：／ Shin-Kotoni eki */?）是位於北海道札幌市北區新琴似8條1丁目4番1號，隸屬於北海道旅客鐵道（JR北海道）札沼線（學園都市線）的鐵路車站。車站編號為G05。電報略號為。
札沼線（學園都市線）桑園車站至本車站為高架路段，而鄰近的太平車站至新十津川車站為地面路段。

## 歷史
新琴似這地名源於1887年於當時琴似地區附近負責耕種及治安的屯田兵形成的新琴似兵村。兵役完結後，新琴似兵村部落會在札沼線興建期間希望於附近設置車站，因此設置新琴似站。當時車站位於村中心的西北方，周圍主要是農地。1978年，南北線麻生車站開始營運後，周邊急速開發成住宅區，形成典型的市區。
過去車站的東南方曾設置札幌市電車鐵北線的終點站，新琴似站前車站，但南北線麻生車站出現後被廢站。

### JR北海道
- 1934年（昭和9年）11月20日 - 國有鐵道札沼南線桑園車站至石狩當別車站路段開始營運，本車站同時開始營運。
- 1935年（昭和10年）10月3日 - 隨著石狩當別站至浦臼車站路段開始營運，札沼南線與札沼北線合併並改稱為札沼線[1]。
- 1949年（昭和24年）6月1日 - 本路線由日本國有鐵道（國鐵）繼承。
- 1979年（昭和54年）2月1日 - 停止貨物裝卸服務。
- 1976年（昭和51年）至1981年（昭和56年） - 站房北側與車站背後設置不限於乘坐鐵道人士使用，連接用的行人天橋。
- 1984年（昭和59年）2月1日 - 停止行李裝卸服務。
- 1981年（昭和56年）至1985年（昭和60年） - 月台以南設置跨線橋。
- 1987年（昭和62年）4月1日 - 由於國鐵分割民營化，車站由JR北海道管理。
- 1991年（平成3年）3月16日 - 札沼線的暱稱設定為「學園都市線」[1][2]。
- 1999年（平成11年）8月22日 - 札沼線（學園都市線）新川車站至本車站，以及本車站至太平車站部份路段高架化，本車站同時成為高架車站。
- 2000年（平成12年）
  - 3月11日 - 新車站大樓落成。札沼線（學園都市線）八軒車站至太平站新設下行路線，成為複線鐵路[1][2]。
  - 日期不詳 - 札沼線桑園車站至石狩月形車站路段引入自動進路制御裝置（PRC）。
- 2006年（平成18年）1月 - 引入自動列車導向裝置。並設置按方向的導向用液晶顯示屏。
- 2007年（平成19年）10月1日 - 設定車站編號（G05）[3]。
- 2008年（平成20年）
  - 10月25日 - 開始使用智能車票「Kitaca」[4]。
  - 11月1日 - 由於經常出現列車延誤或停駛的情況，JR的車票使用者與札幌市營地鐵的車票使用者能夠進行「振替輸送」，車票將會於札沼線的本車站及地鐵南北線麻生車站進行分發[5]。
- 2012年（平成24年）6月1日 - 札沼線（學園都市線）桑園站至北海道醫療大學站正式電氣化（交流電20,000V、50Hz）[6][7]。

### 札幌市電車
- 1964年（昭和39年）12月1日 - 札幌市電車鐵北線麻生町至新琴似站前路段開始營運，新琴似站前站開始營業，非電氣化鐵路。
- 1967年（昭和42年）11月1日 - 札幌市電車鐵北線北33條至新琴似路段電氣化（直流電600V）。
- 1974年（昭和49年）5月1日 - 札幌市電車鐵北線北24條至新琴似站路段廢除，新琴似站前站廢站。

## 車站構造
現時為側式月台2面2線的高架車站。兩面月台除了樓梯及升降機外，亦設置了扶手電梯。直至2012年5月31日，本車站與八軒車站及新川車站是少數非電氣化的高架及複線鐵路車站。高架化工程期間，車站的路軌暫時從本來的路基遷移至比現時下行線更外側的地方。而現在的車站大樓位於舊車站的上方。
由桑園車站管理的業務委託車站（北海道JR Servicenet），設有綠窗口（營業時間5時40分至22時15分）、自動售票機、自動閘機、IC卡儲值機、7-Eleven（由北海道Kiosk營運，過去為OK便利店）。而候車室則設有糕點店BAKERY BELL（ベーカリーベル）新琴似店（逢星期日休息）。
於候車室安置了一座充滿青苔的熊雕像，是從過去舊車站站房往札幌方向的月台遷移至此，通過公開招募被命名為「新醬」。但是於何時在舊車站出現則是完全不明。

### 月台設置
| 月台 | 路線                  | 方向 | 目的地                               |
| ---- | --------------------- | ---- | ------------------------------------ |
| 1    | ■札沼線（學園都市線） | 上行 | 桑園、札幌方向                       |
| 2    | ■札沼線（學園都市線） | 下行 | 愛之里公園、當別、北海道醫療大學方向 |

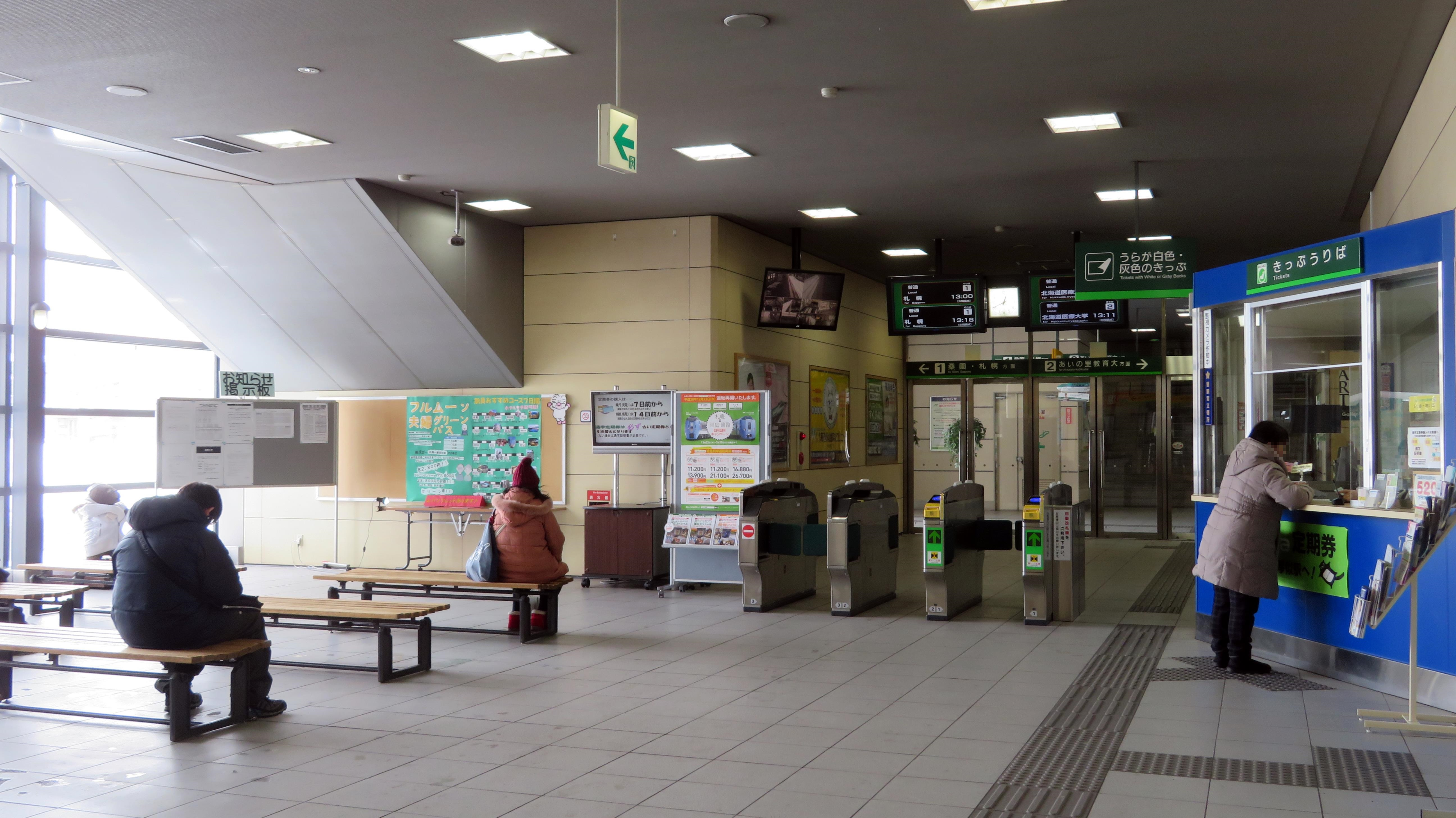
自動閘機（2017年2月）
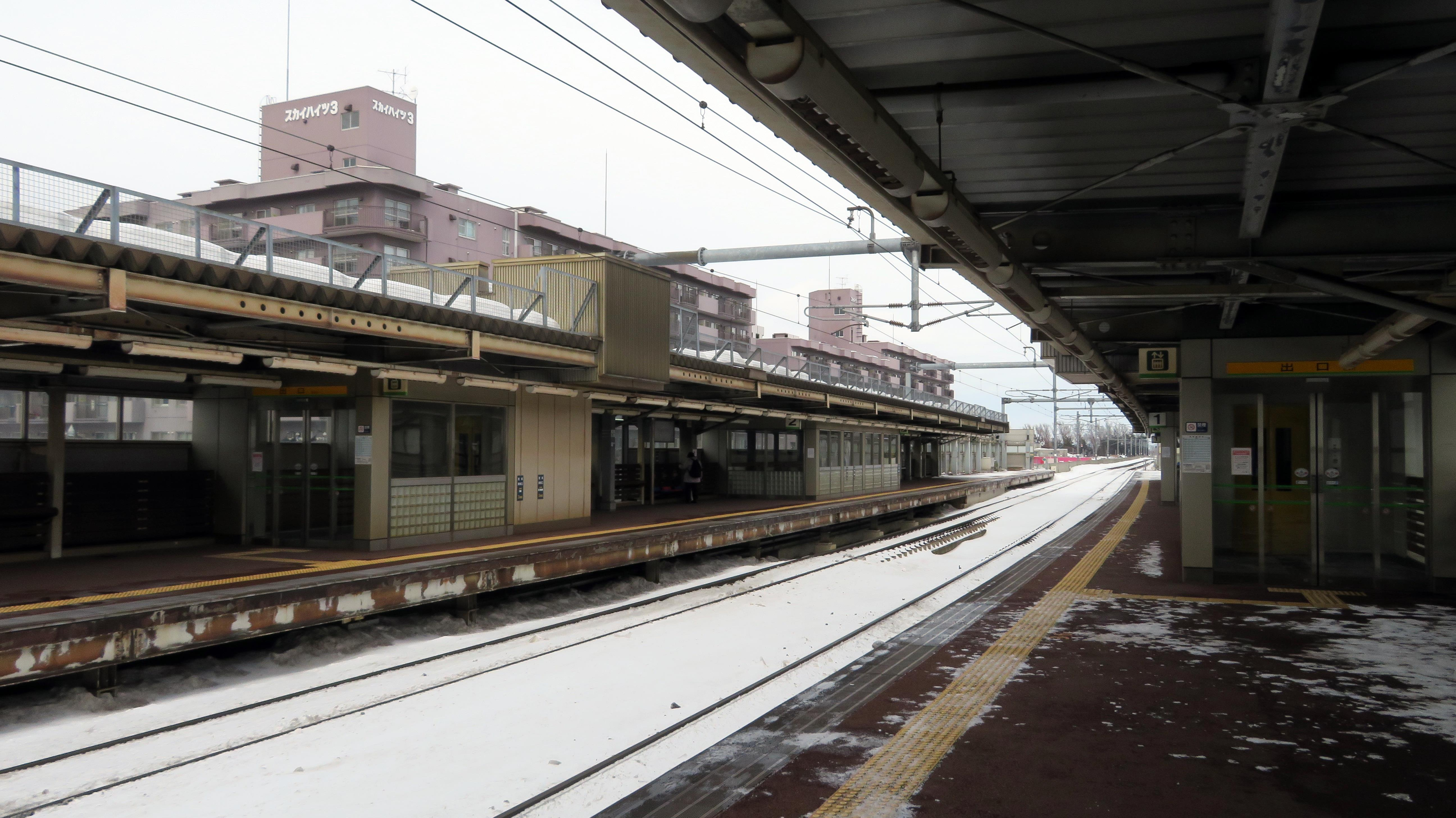
月台（2017年2月）
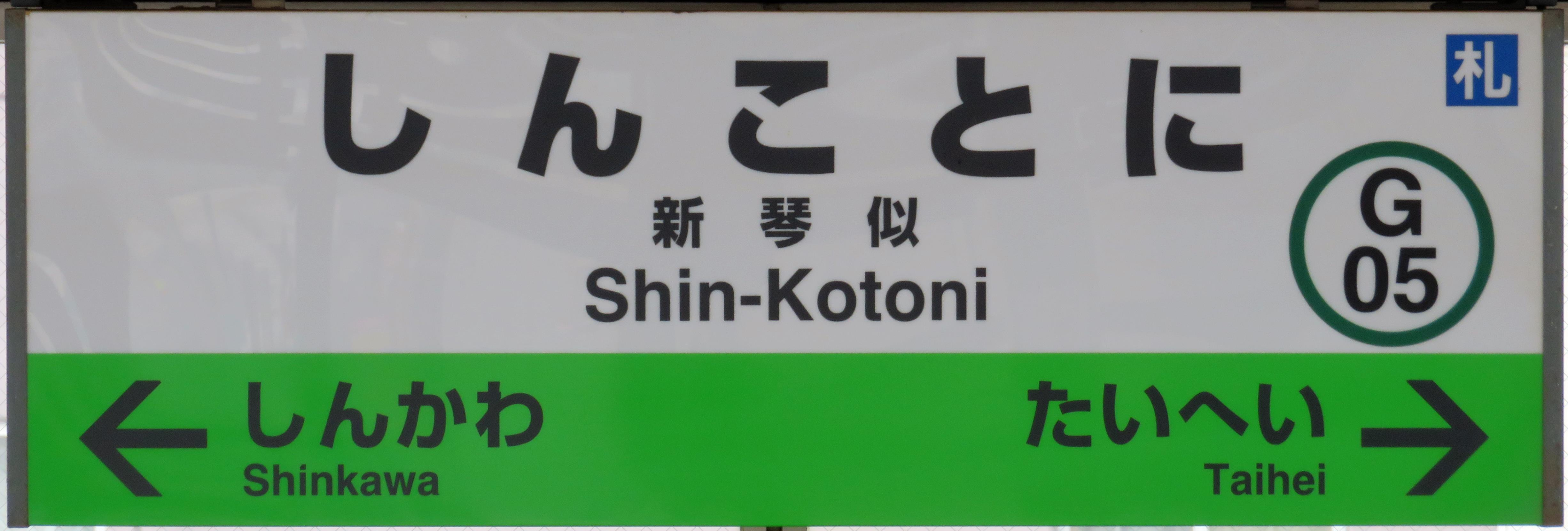
站名牌（2017年2月）

## 載客量
| 載客量 | 載客量       |
| 年份   | 每天平均人次 |
| ------ | ------------ |
| 1970年 | 1,370        |
| 1975年 | 1,662        |
| 1980年 | 1,530        |
| 1985年 | 1,914        |
| 1990年 | 3,210        |
| 1995年 | 5,018        |
| 2000年 | 5,916        |
| 2001年 | 6,004        |
| 2002年 | 5,830        |
| 2003年 | 5,972        |
| 2004年 | 5,998        |
| 2005年 | 6,206        |
| 2006年 | 6,452        |
| 2007年 | 6,478        |
| 2008年 | 6,630        |
| 2009年 | 6,712        |
| 2010年 | 6,766        |
| 2011年 | 6,932        |
| 2012年 | 7,048        |
| 2013年 | 7,328        |
| 2014年 | 7,476        |
| 2015年 | 7,674        |

## 車站周邊
東側入口靠近以麻生站為中心的麻生地區，兩個車站相距約500米。但是除了部份乘客需要轉乘外並沒有吸引人流的地方，位置頗為微妙。而西側入口過去為新琴似兵村的中心，沿西5丁目樽川通為體育館及圖書館等體育設施，形成與麻生地區不同的商業地區。但是，新琴似地區的居民主要使用北海道中央巴士的巴士路線、札幌市營地鐵南北線麻生站及北24條車站及札幌巴士總站等設施，因此使用新琴似站的居民十分有限。當車站完成電氣化及複線化後，車站周邊開始有大小不一的公寓大廈落成，形成與地鐵不同的乘客群。
- 札幌市營地鐵南北線麻生車站（同時設置麻生巴士總站）
- 北海道中央巴士「新琴似站前」、「新琴似站通」站牌
- 国道231号（日语：國道231號）
- 北區新琴似城市規劃中心
- 北警察署新琴似交番
- 札幌北郵局
- 札幌麻生郵局
- 北海道勞動金庫札幌麻生分店
- 札幌信用金庫新琴似分店
- 北洋銀行麻生分店、新琴似分店
- 北海道銀行麻生分店
- 北陸銀行麻生分店
- 札幌市農業協同組合（JA札幌）新琴似分店
- 新琴似屯田兵中隊本部
- 新琴似神社
- 札幌市北區體育館
- 札幌市新琴似圖書館
- PLAZA新琴似
- MaxValu新琴似店
- 2nd STREET新琴似店
- 北大學力增進會札幌北本部、體育會Zip麻生

## 相鄰車站
北海道旅客鐵道（JR北海道）
■札沼線（學園都市線）
新川（G04）－拓北（G05）－太平（G06）

### 曾經存在的路線
札幌市電車
鐵北線
北24條 - 新琴似站前

## 外部連結
- 新琴似站結構圖（JR北海道） （页面存档备份，存于）